# FA-cupfinalen 1973
FA-cupfinalen 1973 spelades den 5 maj 1973 på Wembley Stadium. Det var den 92:a finalen och den 45:e att spelas på Wembley, som firade sitt 50-årsjubileum. Finalen spelades mellan regerande FA-cupmästarna Leeds United, vilka var ett av de dominerande lagen i engelsk fotboll, och Sunderland, ett division 2-lag. Slutresultatet blev en av de största överraskningarna i FA-cupens historia då Sunderland vann med 1-0, och därmed blev det första laget från division 2 att vinna FA-cupen sedan West Bromwich Albion 1931. Det var, och är fortfarande, Sunderlands första stora titel sedan andra världskriget.

## Matchsummering
Sunderland etablerade sin taktik redan från avsparken, hårda och utmanande tacklingar med en outtröttlig energi och beslutsamhet. Leeds uppträdde nervöst och utan sin sedvanliga självtillit och trygghet, märkbart tagna av Sunderlands energi och tacklingar.
Matchen avgjordes genom två moment som kom att diskuteras flera år efteråt. Efter 31 minuter tog Sunderland ledningen när Halom bröstade ned en hörna från Hughes. Assisterad av Watson, mellan två försvarare, kunde Ian Porterfield kontrollera bollen och skjuta i mål från 7 meter. Leeds, uppenbart chockade, kämpade tillbaka med sedvanlig beslutsamhet. Sunderlands målvakt Montgomery förhindrade gång efter gång en kvittering genom en rad räddningar och höll därmed sitt lag kvar i ledningen.
Det avgörande ögonblicket i matchen kom halvvägs in i andra halvlek. Efter ett djupt inlägg från högerkanten mot bortre stolpen slängde sig Montgomery för att boxa bort en flygande nick från nära håll av Trevor Cherry. Returen kom rakt ut till Lorimer vid andra stolpen och han sköt direkt från 6 meter, men Montgomery lyckades hinna tillbaka och styra bollen upp i undersidan av ribban och ut, varvid Malone kunde rensa undan bollen. Räddningen har jämförts med den som Englands landslagsmålvakt Gordon Banks gjorde på en nick från Pelé i fotbolls-VM 1970 i en match mot Brasilien.
Laget från nordost överlevde ytterligare anstormning från Leeds och säkrade därmed segern. Sunderlands seger gjorde dem till de första vinnarna av FA-cupen utan en regelbunden landslagsman i laget, även om några skulle komma att spela landskamper senare. Det är också värt att notera att den här finalen är den enda där en orange boll har använts. Sunderlands FA-cupskiva "Sunderland All the Way", spelades in av komikern Bobby Knoxall.

## Matchfakta
|           | 5 maj 1973 | Leeds United | 0 – 1             | Sunderland      | Wembley Stadium, London           |                                   |
| 16:00 CET | 16:00 CET  |              | (0 – 1) (Rapport) | Porterfield 31′ | Publik: 100 000 Domare: Ken Burns | Publik: 100 000 Domare: Ken Burns |
| 16:00 CET | 16:00 CET  |              |                   |                 | Publik: 100 000 Domare: Ken Burns | Publik: 100 000 Domare: Ken Burns |
| 16:00 CET | 16:00 CET  |              |                   |                 | Publik: 100 000 Domare: Ken Burns | Publik: 100 000 Domare: Ken Burns |

| Leeds United | Sunderland |

| LEEDS UNITED: |    |               |     |
|               |    |               |     |
| MV            | 1  | David Harvey  |     |
| HB            | 2  | Paul Reaney   |     |
| VB            | 3  | Trevor Cherry |     |
| MF            | 4  | Billy Bremner |     |
| CH            | 5  | Paul Madeley  |     |
| CH            | 6  | Norman Hunter |     |
| FW            | 7  | Peter Lorimer |     |
| FW            | 8  | Allan Clarke  |     |
| FW            | 9  | Mick Jones    |     |
| MF            | 10 | John Giles    |     |
| MF            | 11 | Eddie Gray    | 75′ |
| Substitute:   |    |               |     |
| DF            | 12 | Terry Yorath  | 75′ |
| Manager:      |    |               |     |
| Don Revie     |    |               |     |

| SUNDERLAND: |    |                     |
|             |    |                     |
| MV          | 1  | Jimmy Montgomery    |
| HB          | 2  | Dick Malone         |
| VB          | 3  | Ron Guthrie         |
| CH          | 4  | Micky Horswill      |
| CH          | 5  | David Watson        |
| CB          | 6  | Richie Pitt         |
| MF          | 7  | Bobby Kerr          |
| HY          | 8  | Billy Hughes        |
| FW          | 9  | Vic Halom           |
| MF          | 10 | Ian Porterfield 31′ |
| VY          | 11 | Dennis Tueart       |
| Avbytare:   |    |                     |
| CB          | 12 | David Young         |
| Manager:    |    |                     |
| Bob Stokoe  |    |                     |

| MATCHREGLER - 90 minuters speltid. - 30 minuters extratid (om oavgjort vid full tid). - Omspel om det fortfarande är oavgjort efter extratiden. - En namngiven avbytare. |

## Vägen till Wembley

### Leeds United
| 3:e omgången 13 jan 1973 | Norwich City | 1 – 1      | Leeds United | Carrow Road    |  |  |
| 15:00 BST                |              | [ Rapport] | Lorimer x′   | Publik: 32 310 |  |  |
|                          |              |            |              |                |  |  |

| 3:e omgången (omspel) 17 jan 1973 | Leeds United | 1 - 1 (e fl) | Norwich City | Leeds                             |  |  |
| 20:00 GMT                         | Giles x′     | [ Rapport]   |              | Arena: Elland Road Publik: 36 087 |  |  |
|                                   |              |              |              |                                   |  |  |

| 3:e omg (2:a omspelet) 29 jan 1973 | Leeds United                                    | 5 - 0   | Norwich City | Birmingham                       |  |  |
| 20:00 GMT                          | Allan Clarke 2′, 13′, 20′ Jones 35′ Lorimer 71′ | Rapport |              | Arena: Villa Park Publik: 33 225 |  |  |
|                                    |                                                 |         |              |                                  |  |  |

| 4:e omgången 3 feb 1973 | Leeds United             | 2 - 1      | Plymouth Argyle | Leeds                             |  |  |
| 20:00 GMT               | Allan Clarke x′ Bates x′ | [ Rapport] |                 | Arena: Elland Road Publik: 38 374 |  |  |
|                         |                          |            |                 |                                   |  |  |

| 5:e omgången 24 feb 1973 | Leeds United        | 2 - 0      | West Bromwich Albion | Leeds                             |  |  |
| 15:00                    | Allan Clarke x′, y′ | [ Rapport] |                      | Arena: Elland Road Publik: 39 229 |  |  |
|                          |                     |            |                      |                                   |  |  |

| 6:e omgången 17 mar 1973 | Derby County | 0 - 1   | Leeds United | Baseball Ground |  |  |
| 15:00 BST                |              | Rapport | Lorimer 29′  | Publik: 38 350  |  |  |
|                          |              |         |              |                 |  |  |

| semifinal 7 apr 1973 | Leeds United | 1 - 0   | Wolverhampton Wanderers | Manchester                       |  |  |
| 15:00 BST            | Bremner 69′  | Rapport |                         | Arena: Maine Road Publik: 52 505 |  |  |
|                      |              |         |                         |                                  |  |  |

### Sunderland
| 3:e omgången 13 jan 1973 | Notts County | 1 – 1      | Sunderland | Meadow Lane |  |  |
| 15:00 GMT                |              | [ Rapport] |            | Publik:     |  |  |
|                          |              |            |            |             |  |  |

| 3:e omgången (omspel) 16 jan 1973 | Sunderland | 2 - 0      | Notts County | Sunderland                |  |  |
| 20:00 GMT                         |            | [ Rapport] |              | Arena: Roker Park Publik: |  |  |
|                                   |            |            |              |                           |  |  |

| 4:e omgången 3 feb 1973 | Sunderland | 1 - 1      | Reading | Sunderland                |  |  |
| 15:00 GMT               |            | [ Rapport] |         | Arena: Roker Park Publik: |  |  |
|                         |            |            |         |                           |  |  |

| 4:e omgången (omspel) 7 feb 1973 | Reading | 1 - 3      | Sunderland | Reading                 |  |  |
| 20:00 GMT                        |         | [ Rapport] |            | Arena: Elm Park Publik: |  |  |
|                                  |         |            |            |                         |  |  |

| 5:e omgången 24 feb 1973 | Manchester City | 2 - 2      | Sunderland | Manchester                |  |  |
| 15:00 GMT                |                 | [ Rapport] |            | Arena: Maine Road Publik: |  |  |
|                          |                 |            |            |                           |  |  |

| 5:e omgången (omspel) 27 feb 1973 | Sunderland | 3 - 1      | Manchester City | Sunderland                       |  |  |
| 19:30 GMT                         |            | [ Rapport] |                 | Arena: Roker Park Publik: 39 229 |  |  |
|                                   |            |            |                 |                                  |  |  |

| 6:e omgången 17 mar 1973 | Sunderland | 2 - 0      | Luton Town | Sunderland                |  |  |
| 15:00 BST                |            | [ Rapport] |            | Arena: Roker Park Publik: |  |  |
|                          |            |            |            |                           |  |  |

| semifinal 7 apr 1973 | Sunderland | 2 - 1      | Arsenal | Sheffield                           |  |  |
| 15:00 BST            |            | [ Rapport] |         | Arena: Hillsborough Stadium Publik: |  |  |
|                      |            |            |         |                                     |  |  |